# Egyed Krisztina
Egyed Krisztina (Budapest, 1976. augusztus 26. –) magyar gyorskorcsolyázó, olimpikon (1992 Albertville, 1994 Lillehammer, 1998 Nagano, 2002 Salt Lake City) ebből háromszor zászlóvivő (egyszer záróünnepségen, kétszer megnyitóünnepségen)
- Huszonhatszoros felnőtt magyar bajnok
- 2003-as Összetett Európa-bajnokságon, 500 m-en bronzérmes
- A  sportági szakszövetségek által összeállított év sportolója örök ranglistáján a 3. helyezett  (Portis Lajos és Csányi Béla után)
- MOB Nők sportjáért különdíj 2005
- A mai napig országos csúcstartó: 1000, 1500, 3000, 5000 méteren, sprintösszetett, kisösszetett, nagyösszetett
- A 2012-es budapesti Gyorskorcsolya Európa-bajnokság szakmai bizottságának egyik vezetője